# 萨姆·迈克尔
萨姆·迈克尔（Sam Michael，1971年4月29日—），出生在西澳大利亚州，在堪培拉长大，曾任威廉姆斯车队的技术总监。
1998年，萨姆·迈克尔做为拉夫·舒馬赫的比赛工程师，加入乔丹车队。在拉夫·舒馬赫离队后，又转做尼克·海菲尔德的比赛工程师。他于2001赛季转投威廉姆斯车队任职车队的首席运营工程师。2004年，他出任威廉姆斯车队的技术总监。2011年他加入迈凯伦车队担任运动总监。2014年赛季结束后，萨姆·迈克尔离开迈凯伦车队和一级方程式赛事。2016年起，他加入澳大利亚的超级房车锦标赛的888赛事工程车队，担任兼职指导的角色。